# Бохумський планетарій
Бо́хумський планета́рій (нім. Planetarium Bochum) — планетарій у Німеччині, один із найбільш відвідуваних планетаріїв Європи. Він розташований біля стадіону «Рурштадіон» на північно-східній околиці центру міста Бохум у Рурській області. Він був побудований в 1964 році, ставши першим великим німецьким планетарієм післявоєнного періоду. Зараз це пам'ятка архітектури.

## Події
У круглій будівлі розміщено великий купольний кінозал із рядами складних стільців, розташованих навколо головного проєктора. У сусідній будівлі розташовані додаткові приміщення для роботи планетарію.
Щороку в планетарії відбувається понад 2400 наукових і мистецьких заходів: лекцій, дитячих шоу, презентацій на астрономічні та інші теми. У 2019 році Бохумський планетарій відвідало близько 304 тис. осіб.

## Історія
Ініціатором будівництва планетарію в Бохумі був Гайнц Камінскі, засновник і директор Бохумської обсерваторії, відомий першим за межами СРСР прийманням сигналів від «Супутника» та піонерськими супутниковими дослідженнями клімату.
Будівля планетарію, побудована за проєктом міського інспектора з будівництва Карла Гайнца Шварца, була відкрита в 1964 році. Камінські працював директором планетарію до виходу на пенсію в 1986 році.
Його наступником став астрофізик Йоганнес Файцінгер, який очолював Бохумський планетарій до 2004 року. У 1995 році для ідейної та матеріальної підтримки планетарію засновано товариство «Друзі планетарію» (нім. Freundeskreis Planetarium e. V.). У 2001 році зоряний проєктор Universarium IV був замінений значно досконалішою моделлю Universarium Starball IX.
Від 2004 року планетарієм керує астрофізик Сюзанна Гюттемайстер. У 2010 році в планетарії встановлена цифрова повнокупольна проєкційна система. Останнім часом спектр тем програм значно розширився, а річна кількість відвідувачів від 2004 року зросла більш ніж удвічі.

## Технічне оснащення

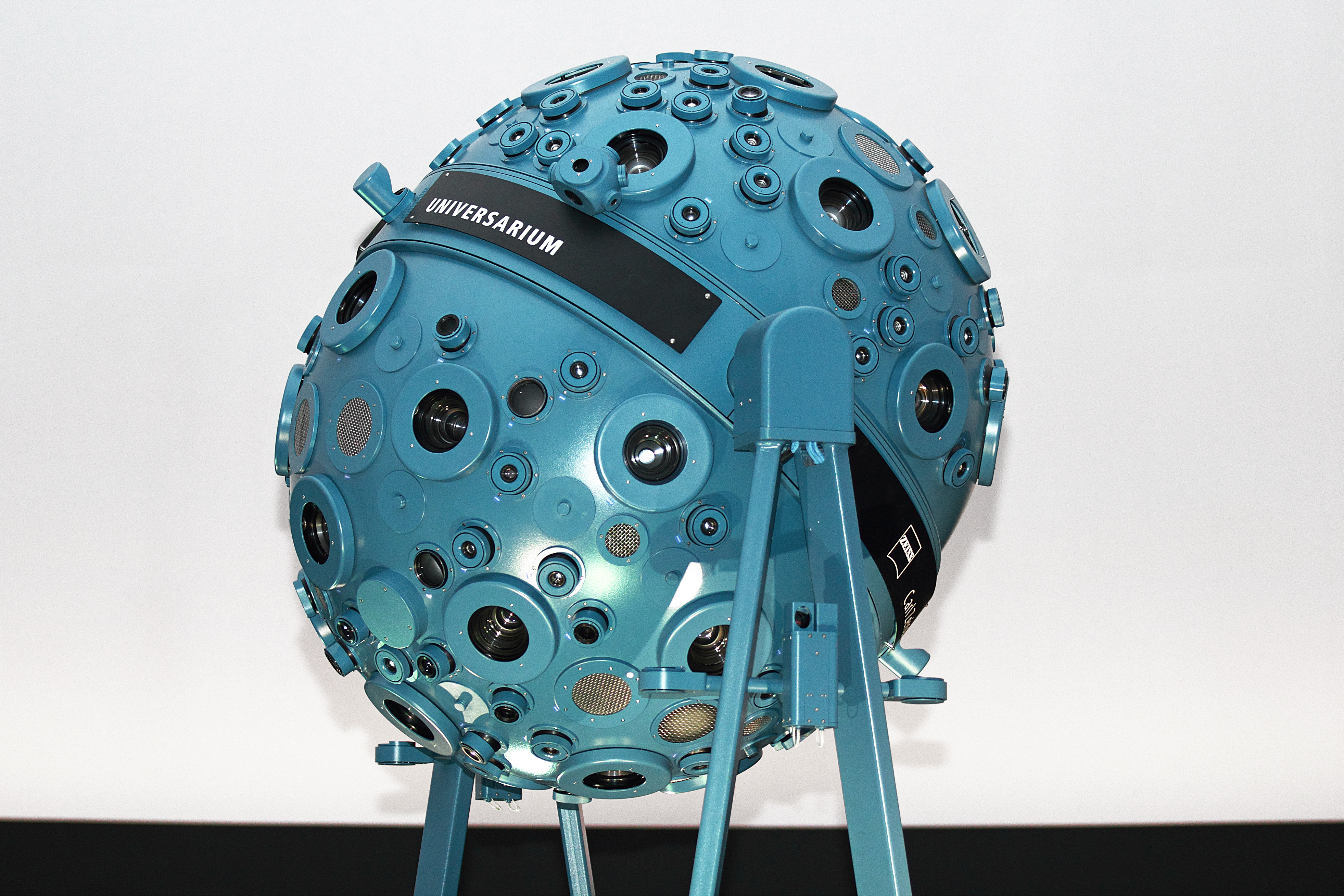
Проєктор Zeiss Universarium IX

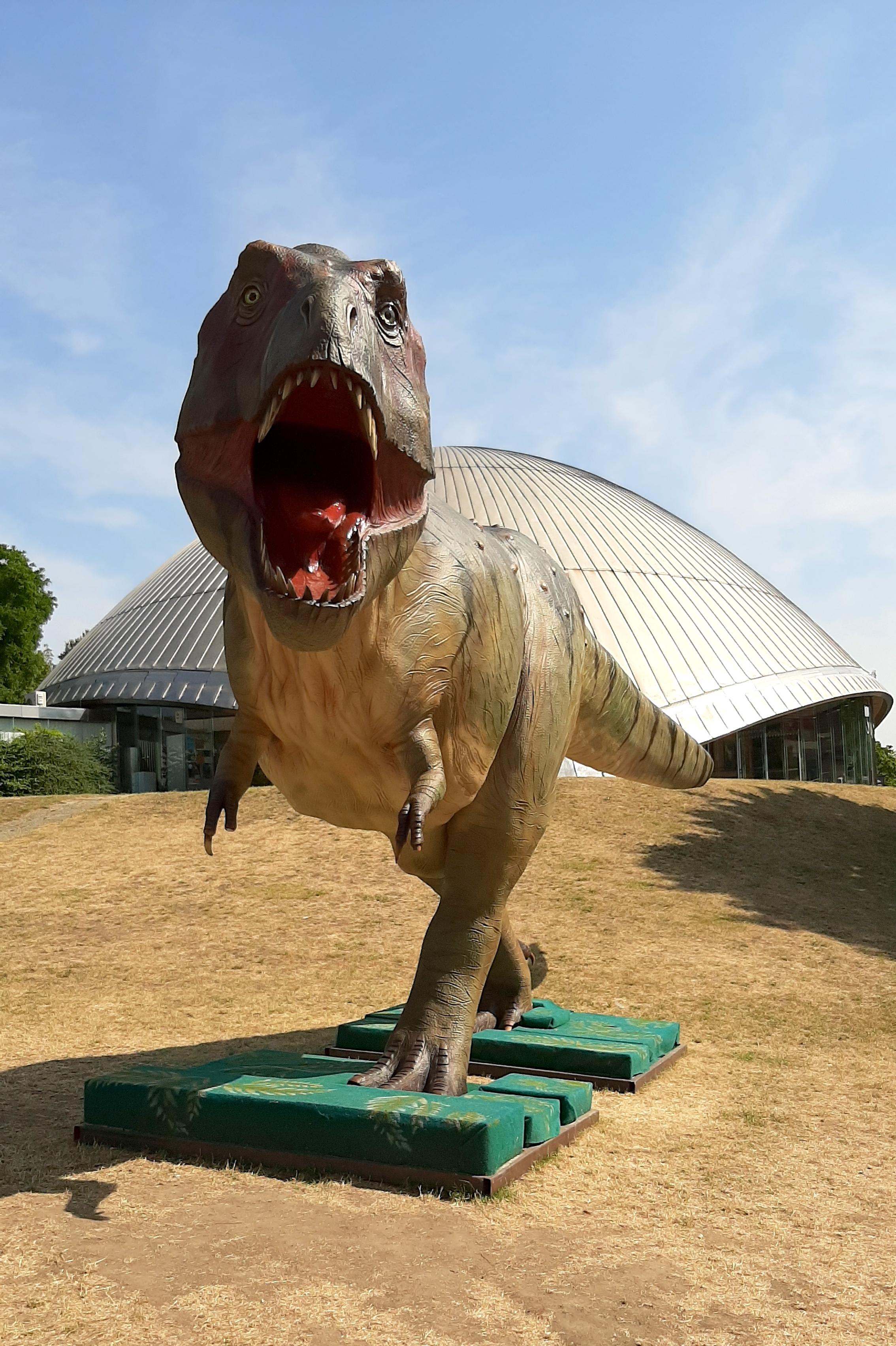
Статуя тиранозавра перед планетарієм

Бохумський планетарій має купол діаметром 20 метрів, під яким знаходиться глядацький зал на 251 місце.
Аналоговий зоряний проєктор Universarium IX відремонтували у 2018 році: його блок центрального освітлення замінили на світлодіод високої інтенсивності. Проєктор настільки реалістично відтворює зоряне небо, що Європейське космічне агентство використовувало Бохумський планетарій для підготовки астронавтів.
Цифрова повнокупольна проєкція реалізована за допомогою одинадцяти світлодіодних проєкторів Zeiss Velvet. Ці проєктори характеризуються особливо високим діапазоном контрастності, що дозволяє аналоговому зоряному проєктору та цифровим проєкторам працювати разом без шкоди для якості проєкції зоряного неба.
У 2017 році планетарій оснастили системою об'ємного звуку «Spatial Sound Wave» від Інституту цифрових медіатехнологій Фраунгофера. Систему використовують для звичайних вистав планетарію, а також для виконання звукових вистав, створених спеціально для цієї системи.
Навколо проєкційного залу йде коридор, де розміщені постійні та тимчасові експозиції.

## Програма
Програма планетарію спочатку була зосереджена на зоряному небі, але з часом охопила більше тем з астрофізики, наук про Землю, біології, екології.
Паралельно пропонується настільки ж широка культурна програма, яка включає музичні шоу, концерти, читання та вистави.
У Бохумському планетарії виступали багато відомих вчених та митців: Єско фон Путткамер, Гаральд Леш, Саманта Крістофоретті, Франк Шетцінг, ATB, Tangerine Dream та інші.